# Raatosaari (ö i Nyland, Helsingfors, lat 60,32, long 24,18)
Raatosaari är en ö i Finland. Den ligger i sjön Lehmijärvi och i kommunen Lojo i den ekonomiska regionen  Helsingfors  och landskapet Nyland, i den södra delen av landet, 40 km väster om huvudstaden Helsingfors. Öns area är 0,3 hektar och dess största längd är 110 meter i nord-sydlig riktning.